# Straßenverkehrslärm

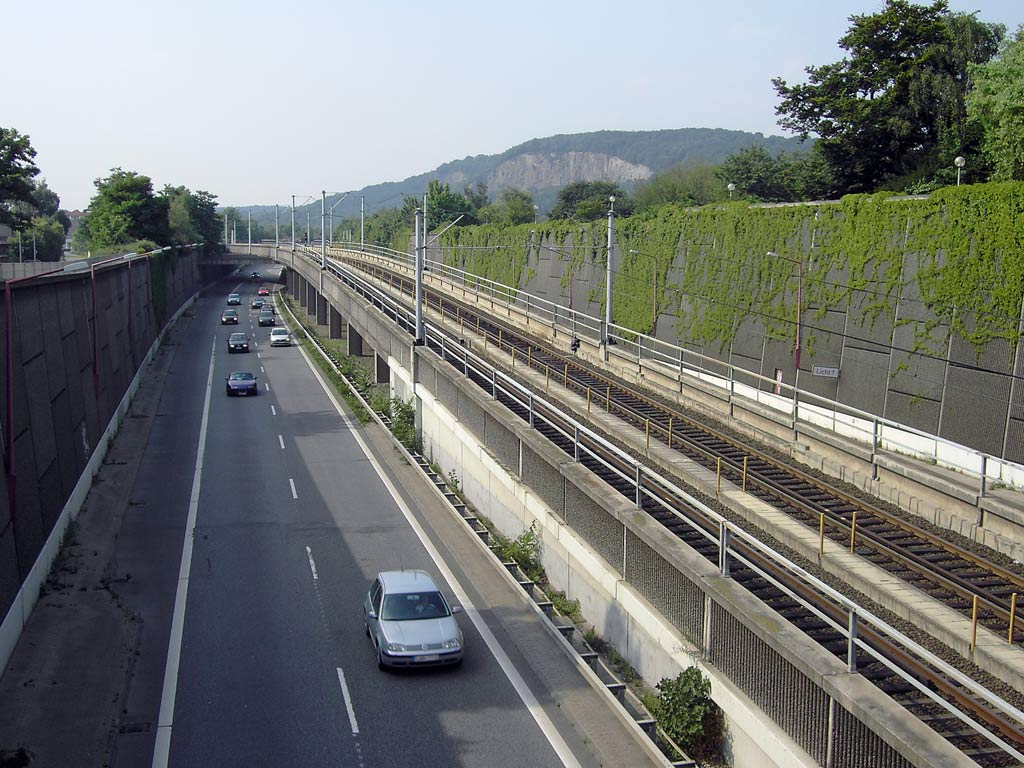
Lärmschutzmaßnahmen an Straßen sind zum festen Bestandteil des Landschaftsbildes geworden. Maßnahmen wie etwa die Bündelung von Straßen- und Bahntrassen sowie die Errichtung von Lärmschutzwänden reduzieren die Schalleinwirkungen auf die Umwelt wesentlich.

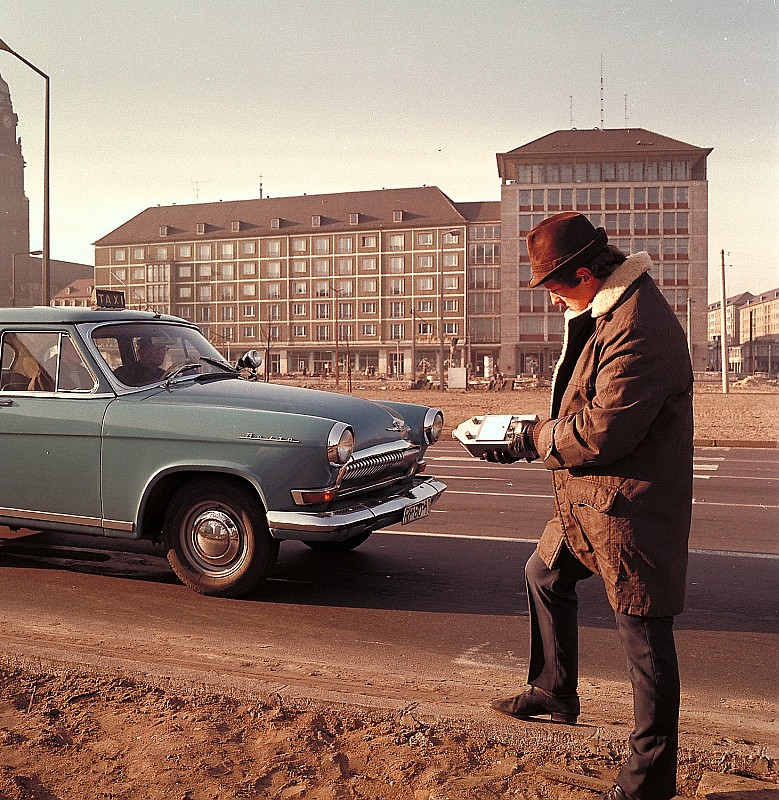
Verkehrslärmmessung in Dresden (1972)

Mit Straßenverkehrslärm (auch kurz Straßenlärm) wird der gesamte vom Straßenverkehr erzeugte Lärm bezeichnet. Dazu sind vor allem die von Personen- und Lastkraftwagen sowie motorisierten Zweirädern und Straßenbahnen erzeugten Geräusche zu rechnen. Schall entsteht u. a. durch Rollgeräusche von Reifen bzw. Schienenlaufrädern, die Fahrzeugumströmung, Antriebe sowie Warneinrichtungen. Eine geringere Rolle spielt der Baustellenlärm durch Baustellenfahrzeuge und Baumaschinen. Der Straßenverkehrslärm ist in den Industrieländern die bei weitem stärkste Quelle der Lärmbelastung.

## Grundlagen
Lärm entsteht entweder direkt durch Luftverwirbelungen oder das Auftreffen von verwirbelter Luft auf Oberflächen (Aeroakustik) oder indirekt über Körperschall in schwingungserregten Körpern, deren Oberflächen den Schall in die Umgebung abstrahlen. Druckschwankungen in der Luft, welche etwa durch Straßenverkehrslärm entstehen, werden vom menschlichen Ohr wahrgenommen. Um dabei die Stärke des Schalls angeben zu können, wird der so genannte Schalldruckpegel in der Einheit dB am Immissionsort ermittelt.
Der Schalldruckpegel ist jedoch kein Maß, das die Wahrnehmung von Schallereignissen beschreibt. Daher sind auch psychoakustische Zusammenhänge bei der Beurteilung von Straßenverkehrslärm zu berücksichtigen. In Deutschland wird der Straßenverkehrslärm nur berechnet und nicht gemessen.
Für das Verständnis und die Beurteilung von Straßenverkehrslärm ist die Kenntnis von Regeln zur Berechnung von Schalldruckpegeln unverzichtbar. Der Schalldruckpegel ist eine logarithmische Größe, es sind daher besondere Berechnungsregeln zu beachten. Der menschliche Sinneseindruck verläuft in etwa logarithmisch zur Intensität des physikalischen Reizes (Weber-Fechner-Gesetz). Damit entspricht der Pegel der einwirkenden physikalischen Größe linear dem menschlichen Empfinden. Die Wahrnehmung durch den Menschen ist auch von der Frequenz (Tonhöhe bei Geräuschen) abhängig. Daher wird im deutschen Sprachraum und teilweise in ganz Europa der sogenannte A-bewertete Pegel verwendet, der an der Schreibweise dB(A) zu erkennen ist und das menschliche Hörempfinden ansatzweise berücksichtigt, siehe dazu Frequenzbewertung. Aus den mit einem Schallpegelmesser gemessenen Schalldruckpegeln wird in vielen Fällen ein zeitlicher Mittelwert, ein äquivalenter Dauerschallpegel LAeq,T, berechnet. Besondere Geräuscheigenschaften wie Impuls-, Ton- oder Informationshaltigkeit werden dadurch der Beurteilung entzogen. Ein einzelnes lautes Motorrad in der ruhigen Nacht kann Schläfer aus dem Schlaf hochfahren lassen, der gemittelte Dauerschallpegel über eine Stunde wird dadurch aber nur gering beeinflusst, störende Einzellärmquellen können so „verharmlost“ werden.
Folgende Kennwerte der Schallwahrnehmung lassen sich feststellen:
- Eine Verdoppelung der Schallleistung (z. B. zwei identische, inkohärent schwingende Schallquellen statt einer) bewirkt eine Erhöhung des Schalldruckpegels um 3 dB(A). Das bedeutet, sollte sich das Verkehrsaufkommen verdoppeln, führt das zu einer Schalldruckpegelerhöhung von 3 dB(A).
- Um eine gefühlte Lautstärkeverdoppelung oder Lautstärkehalbierung hervorzurufen, muss der Schalldruckpegel um etwa 10 dB(A) erhöht oder gesenkt werden.
- Wird der Abstand zur Schallquelle verdoppelt, hat dies im Freien eine Schalldruckpegelverringerung von 6 dB(A) zur Folge. Umgekehrt gilt, dass bei einer Halbierung des Abstandes zur Schallquelle mit einer Erhöhung um 6 dB(A) zu rechnen ist. Dies gilt für Punktschallquellen wie einzelne Fahrzeuge. Viel befahrene Straßen können dagegen als Linienschallquellen angesehen werden; hier ergibt sich bei Halbierung oder Verdoppelung des Abstands eine Pegeldifferenz von 3 dB(A) oder −3 dB(A).
- Bei zunehmenden Abständen zur Schallquelle haben Witterungseinflüsse wie Wind, Luftfeuchtigkeit oder Temperaturverteilung große Auswirkungen auf den Schalldruckpegel. So kann dieser bei einem Abstand von 200 m um bis zu 20 dB(A) schwanken.
- Reiner LKW-Verkehr bewirkt bei 100 km/h zulässiger Höchstgeschwindigkeit eine Schalldruckpegelerhöhung um ca. 10 dB(A) gegenüber reinem PKW-Verkehr. Dieser Wert ist jedoch abhängig von der zulässigen Höchstgeschwindigkeit.[4]

## Entstehungsmechanismen

### Reifen-Fahrbahn-Geräusche
Wichtigster Entstehungsmechanismus für Geräusche durch Straßenverkehr ist das Reifen-Fahrbahn-Geräusch. Durch die Rauheit der Fahrbahn und das Reifenprofil werden die Profilstollen und die Karkasse in Schwingungen versetzt und strahlen Luftschall ab. Außerdem wird Luft im Reifenlatsch im Einlauf verdrängt und im Auslauf wieder angesaugt. Hierdurch entstehen aerodynamische Geräusche (sog. Airpumping). Reifen-Fahrbahn-Geräusche sind über einen weiten Geschwindigkeitsbereich (ab etwa 30–50 km/h, je nach Gangwahl) dominant. Besonders stark treten sie auf Natursteinpflaster mit rauer Oberfläche und breiten Fugen sowie bei LKW in Erscheinung. Bei PKW hat die Einführung von Radialreifen (Stahlgürtelreifen), die haltbarer und sicherer, aber auch deutlich lauter sind als Diagonalreifen, seit den fünfziger Jahren das Geräuschniveau drastisch erhöht. In geringem Maße trägt der Trend zu immer breiteren Reifen zur Erhöhung der Reifengeräusche und Erhöhung des Feinstaubgehalts der Luft und Mikroplastikbelastung der Meere bei (siehe dazu dort).

### Antriebsgeräusche
Antriebsgeräusche entstehen durch den Betrieb von Motor, Getriebe und Antriebsstrang eines Kraftfahrzeuges sowie deren Nebenaggregate und Anbauteile (beispielsweise Druckluftbremsen, Standheizungen oder Kühlanlagen). Im Verbrennungsmotor werden Geräusche durch Verbrennungsdrücke, Druckschwankungen im Ansaug- und Abgassystem und mechanische Kräfte im Ventil- und Kurbeltrieb erzeugt. Bei Elektroantrieben entstehen sie durch elektromagnetische Kräfte, in den Lagern und durch Schaltvorgänge.
Antriebsgeräusche werden als Luft- und Körperschall ins Fahrzeuginnere und bspw. über die großflächige Karosserie nach außen weitergeleitet und dominieren – abhängig von Fahrzeugklasse und Antriebsart – bei niedrigen Geschwindigkeiten und hoher Motorleistung, wie zum Beispiel beim Anfahren.

### Aerodynamische Geräusche
Bei hohen Geschwindigkeiten entstehen an der Karosserie und an Anbauteilen lärmerzeugende Luftwirbel. Ihre Untersuchung erfolgt in aeroakustischen Windkanälen. Bei Autobahngeschwindigkeiten und „leisen“ Reifen-Fahrbahn-Kombinationen können die aerodynamischen Schallquellen deutlich dominieren.

### Sonstige Geräusche
Akustische Signale wie Hupen, Klingeln, Sirenen und ähnliche sind notwendig, um die Verkehrssicherheit zu gewährleisten. Sie lassen sich deshalb nicht vollständig vermeiden. Des Weiteren werden Geräusche durch Audiowiedergabesysteme, Kfz-Alarmanlagen, akustisch unterstützte Warnblinkanlagen, Signaltöne beim Betätigen der Zentralverriegelung per Fernbedienung, Zuschlagen von Türen und Motorhauben oder klappernde oder schlagende Ladung verursacht, aber auch durch Zugmaschinen/Lkw (mit Anhänger) z. B. beim Überfahren von Bahngleisen.

## Einflussfaktoren
- Anzahl der Fahrzeuge (Verkehrsstärke)
- Art der Fahrzeuge (LKW, PKW, Quad, Motorrad)
- Aufbau des Antriebsstranges (Motorisierung mit Otto-, Diesel- oder Elektromotor, Turbolader, Sonderausrüstungen)
- Bodenaufbau (Bodenschwingungen, Körperschallleitung in die Gebäude)
- Fahrbahnoberfläche (Kopfsteinpflaster, Flüsterasphalt)
- Fahrgeschwindigkeit (die Schallintensität des Reifen-Fahrbahn-Geräusches steigt mit der dritten bis vierten Potenz der Geschwindigkeit, die des aerodynamischen Geräusches mit ungefähr der sechsten Potenz).[8]
- Fahrleistung und Alter der Fahrzeuge (Verschleiß, Korrosion)
- Fahrweise
- Karosserieform (Aeroakustik)
- Radlast
- Reifenprofil, Reifenaufbau, Reifendruck, Reifenbreite
- Schallreflektierende Straßenrandbebauung (akustischer Trog, stehende Wellen, Vegetation)

Für schalltechnische Prognosen (Planung neuer Straßen sowie Lärmschutzmaßnahmen) lässt sich der von einer Straße abgestrahlte Lärm (Emissionspegel) auf der Basis einiger der oben genannten Parameter (insbesondere Verkehrsdichte, LKW-Anteil, zulässige Höchstgeschwindigkeit, Fahrbahnoberfläche) berechnen. Mittels einer Berechnung der Schallausbreitung, in die auch der Abstand des Immissionsortes von der Schallquelle eingeht, lässt sich so der Immissionspegel an den nächstgelegenen Gebäuden bestimmen. Mit Hilfe spezieller Computerprogramme können auch umfangreiche Lärmkarten erstellt und die Wirksamkeit verschiedener Lärmschutzvarianten überprüft werden.

## Gesetzliche Vorschriften
In der deutschen Verkehrslärmschutzverordnung (16. BImSchV) sind Immissionsgrenzwerte (kurz IGW) festgelegt, die zum Schutz der Bevölkerung beim Neubau oder bei einer wesentlichen Änderung von Straßen nicht überschritten werden dürfen. Diese liegen in Wohngebieten bei 49 dB(A) in den Nachtstunden und bei 59 dB(A) tagsüber.
| Nutzungsart                        | bei Tag | bei Nacht |
| ---------------------------------- | ------- | --------- |
| Krankenhäuser, Schulen, Altenheime | 57      | 47        |
| reine und allgemeine Wohngebiete   | 59      | 49        |
| Kern-, Dorf- und Mischgebiete      | 64      | 54        |
| Gewerbegebiete                     | 69      | 59        |

| Nutzungsart                        | bei Tag | bei Nacht |
| ---------------------------------- | ------- | --------- |
| Krankenhäuser, Schulen, Altenheime | 67      | 57        |
| reine und allgemeine Wohngebiete   | 67      | 57        |
| Kern-, Dorf- und Mischgebiete      | 69      | 59        |
| Gewerbegebiete                     | 72      | 62        |

In Deutschland gibt es zur Berechnung die „Richtlinien für den Lärmschutz an Straßen RLS-19“ (bis 2021 durch die „Richtlinien für den Lärmschutz an Straßen RLS-90“) und die Vorläufige Berechnungsmethode für den Umgebungslärm an Straßen.

### Lärmvorsorge
Bei der Erzeugung von Verkehrslärm lassen sich drei direkt oder indirekt beteiligte Verursachergruppen nennen:
- die Kraftfahrzeughersteller,
- die Kraftfahrzeugbetreiber und
- die Verkehrsplaner.

Der Gesetzgeber wendet sich in getrennten gesetzlichen Vorschriften an jede dieser drei Gruppen.

#### Vorschriften für den Verkehrsplaner
Für die Verkehrsplanung bedeutet dies, dass bereits im Vorfeld bei der Vorbereitung oder dem Ausbau von Straßen berücksichtigen wird, wie sich nach erfolgter Baumaßnahme die Geräuschbelastung für die Anwohner darstellt. Bei Überschreitung vorgegebener Immissionsgrenzwerte sind bereits in der Planungsphase entsprechende bauliche Lärmschutzmaßnahmen vorzusehen.
Die Geräuschbelastung am Immissionsort wird durch den Beurteilungspegel beschrieben. Das Berechnungsverfahren zur Ermittlung des Beurteilungspegels wird immer dann angewendet, wenn ein Neubau oder eine wesentliche Änderung von Straßen geplant ist.
Zunächst werden Mittelungspegel L m,T(25) (Tag, 6:00–22:00) und L m,N(25) (Nacht, 22:00–6:00) ermittelt. Als Grundlage dient hier die maßgebende stündliche Verkehrsstärke M und der maßgebende LKW–Anteil p (über 2,8 t zulässiges Gesamtgewicht) in Prozent am Gesamtverkehr. Sofern für diese Größen keine geeigneten projektbezogenen Untersuchungsergebnisse unter Berücksichtigung der Verkehrsentwicklung im Prognosezeitraum vorliegen, werden diese aus der durchschnittlichen täglichen Verkehrsstärke (DTV) bestimmt (mit Hilfe eines in den Berechnungsvorschriften enthaltenen Diagramms). Der Mittelungspegel bezieht sich dann auf einen Immissionsort in 2,25 m Höhe und 25 m Abstand von der Fahrbahnmitte einer einbahnigen Straße. Bei zweibahnigen Straßen wird eine Ersatzschallquelle in der Mitte der äußeren Fahrstreifen angenommen, um das Berechnungsverfahren zu vereinfachen. Ausgehend von diesem Mittelungspegel wird der Beurteilungspegel für einen bestimmten Immissionsort (ein Wohnhaus in der Nähe der geplanten Straße) mit folgenden Korrekturwerten ermittelt
- DV Korrektur für von 100 km/h abweichende zulässige Höchstgeschwindigkeit
- DStrO Korrektur für unterschiedliche Straßenoberflächen
- DStg Korrektur für Steigungen und Gefälle
- Ds	Pegeländerung durch unterschiedliche senkrechte Abstände s zwischen der Fahrbahn und dem maßgebenden Immissionsort
- DBM Pegeländerung durch Boden- und Meteorologiedämpfung
- DB Pegeländerungen durch topographische Gegebenheiten, bauliche Maßnahmen und Reflexionen (Lärmschutzwälle und -wände, Abschirmungen usw.)
- K Zuschlag für erhöhte Störwirkung von lichtzeichengeregelten Kreuzungen

Der berechnete Beurteilungspegel wird anschließend mit dem gültigen Grenzwert verglichen. Überschreitet er diesen, so müssen Maßnahmen zur Absenkung des Beurteilungspegels ergriffen werden.

#### Vorschriften für den Fahrzeugbetreiber

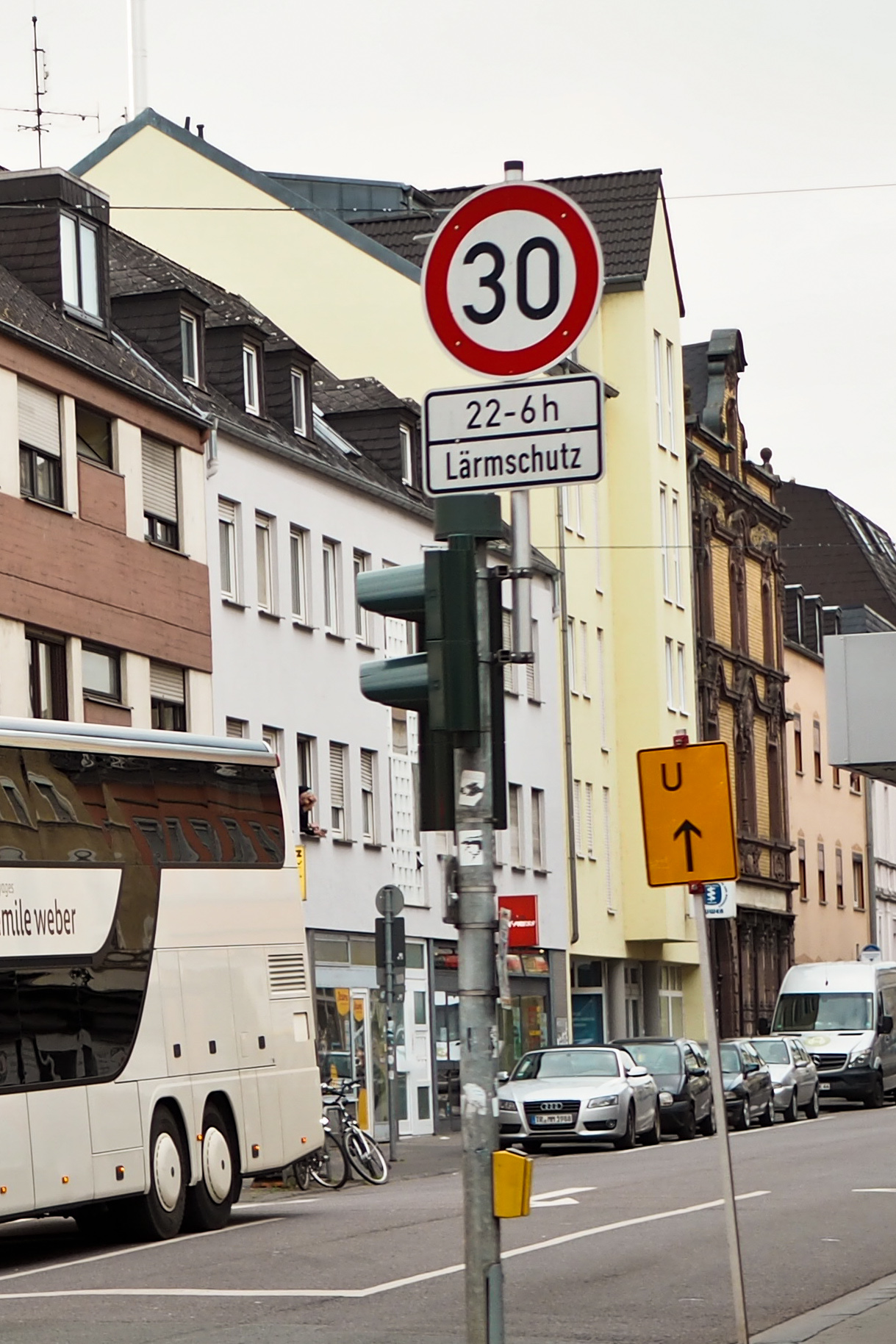
Nächtliche Geschwindigkeitsbeschränkung auf 30 km/h aus Gründen des Lärmschutzes in Trier

Vorschriften über die Verwendung von Fahrzeugen im Straßenverkehr enthält die Straßenverkehrsordnung (StVO). Hier wird der Kraftfahrzeugbetreiber, der Fahrzeugführer, angesprochen. Die StVO sieht Maßnahmen aus Gründen des Lärmschutzes vor, falls dies zum Schutz der Bevölkerung erforderlich ist. Der Maßnahmenkatalog beinhaltet Verkehrsverbote und -beschränkungen, Verkehrsumleitungen sowie Geschwindigkeitsbeschränkungen. Verkehrsverbote oder -beschränkungen für bestimmte Verkehrsarten können örtlich und zeitlich begrenzt sein. Ein Beispiel hierfür sind Nachtfahrverbote für LKW oder Geschwindigkeitsbeschränkungen in den Nachtstunden.

#### Vorschriften für den Fahrzeughersteller
Straßenfahrzeuge erhalten nur dann eine Allgemeine Betriebserlaubnis (ABE) und können damit zum Straßenverkehr zugelassen werden, wenn ihre Geräuschemission bestimmte Geräuschgrenzwerte nicht überschreitet. Da Kraftfahrzeuge nicht in einheitlicher Weise zur Lärmentstehung im Straßenverkehr beitragen, werden vom Gesetzgeber für verschiedene Fahrzeugklassen unterschiedliche Emissionsgrenzwerte vorgeschrieben.
Bereits im Jahre 1937 wurden in der Straßenverkehrszulassungsordnung (StVZO) erste Vorschriften über die zulässige Geräuschentwicklung von Kraftfahrzeugen erlassen. Art. 1 des § 49 besagte, dass „Kraftfahrzeuge und ihre Anhänger … so beschaffen sein [müssen], dass die Geräuschentwicklung das nach dem jeweiligen Stand der Technik unvermeidliche Maß nicht übersteigt“. § 49 enthielt zugleich die Richtlinie für die Geräuschmessung. Im Laufe der Zeit wurde diese Vorschrift weiterentwickelt, und mit der Richtlinie von 1966 wurde schließlich das von der ISO genormte Messverfahren der beschleunigten Vorbeifahrt, ISO R 362, übernommen.
Mit dem Vertrag zur Gründung der Europäischen Wirtschaftsgemeinschaft kann die Europäische Gemeinschaft mit dem vorwiegenden Ziel der Harmonisierung des Wirtschaftsrechts und des Abbaus von Handelshemmnissen auch Vorschriften über die Beschaffenheit des Wirtschaftsgutes Kfz, auch über die zulässige Geräuschentwicklung, erlassen. Die Richtlinie 70/156/EWG des Rates vom 6. Februar 1970 zur Angleichung der Rechtsvorschriften der Mitgliedsstaaten über die Betriebserlaubnis für Kraftfahrzeuge und Kraftfahrzeuganhänger stellt die Rahmenrichtlinie dar, aufgrund derer technische Anforderungen für die Betriebserlaubnis von Kraftwagen gestellt werden können. Von der EG wurde die Richtlinie von 1966 mit geringen Abweichungen als Richtlinie 70/157/EWG übernommen. Nach einer Periode der wahlweisen Anwendung nach nationalen oder EG Vorschriften wurde die Richtlinie ab 1. Mai 1981 für neue Fahrzeugtypen und ab 1. Oktober 1983 für erstmals in den Verkehr kommende Fahrzeuge zwingend in das nationale Recht übernommen. Laut § 49 StVZO müssen Kraftfahrzeuge, für die Vorschriften über den zulässigen Geräuschpegel in den EG-Richtlinien 70/157 EWG, 74/151 EWG und 78/1015/EWG der Europäischen Gemeinschaft festgelegt sind, diesen Vorschriften entsprechen. Damit sind die EG–Richtlinien Bestandteil der StVZO geworden.
Die genannten Richtlinien wurden im Laufe der Zeit mehrfach überarbeitet und die darin vorgeschriebenen Grenzwerte reduziert.
Im Juni 2001 wurde zudem die EU-Richtlinie 2001/43/EG über Reifen von Kraftfahrzeugen und Kraftfahrzeuganhängern erlassen. Hier wird nicht nur die genaue Beschreibung der Messmethode der Schallemission der Reifen festgelegt, sondern auch Grenzwerte für Schalldruckpegel beim Vorbeirollen. Für die Messungen ist eine genau definierte Fahrbahnoberfläche vorgeschrieben. Die Tests erfolgen bei Geschwindigkeiten von 80 km/h für PKW und 70 km/h für LKW. Messungen zeigen jedoch, dass bereits beim Inkrafttreten der Richtlinie alle im Handel erhältlichen Reifen die Grenzwerte erfüllten oder auch deutlich unterschritten. Eine Absenkung der Grenzwerte wird daher diskutiert.

### Lärmsanierung in Europa
Durch die europäische Umgebungslärmrichtlinie 2002/49/EG wurden die Mitgliedstaaten der Europäischen Union zunächst verpflichtet, für alle Hauptverkehrsstraßen – das waren Straßen mit mehr als 6 Millionen Fahrzeugen jährlich oder rund 16600 Fahrzeugen täglich – sowie für alle Städte mit über 250.000 Einwohnern Lärmkarten zu erstellen. Bis zum 18. Juli 2008 sollten Maßnahmen, welche in sogenannten Aktionsplänen zu veröffentlichen waren, zur Lärmminderung ausgearbeitet werden (z. B. Schallschutzwände oder Geschwindigkeitsbeschränkungen).
Mit dem Nationalen Verkehrslärmschutzpaket II wurde von der deutschen Bundesregierung angekündigt, die Auslösewerte für die Lärmsanierung an Bundesfernstraßen um 3 dB zu senken. Bis 2009 waren für die Lärmsanierung rund 862 Millionen Euro ausgegeben worden. Die Absenkung der Auslösewerte erfolgte im Jahre 2010.
Am 27. Juli 2020 gab das Bundesministerium für Verkehr und digitale Infrastruktur bekannt, dass die Auslösewerte für die Lärmsanierung an bestehenden Bundesfernstraßen um 3 dB(A) abgesenkt werden. Die Auslösewerte für die Lärmsanierung hängen von der Nutzungsart des Gebietes ab. In Wohngebieten müssen künftig anstelle von 57 dB(A) nur noch 54 dB(A) in der Nacht überschritten sein, damit Lärmsanierungsmaßnahmen umgesetzt werden können. Anwohner von Bundesfernstraßen können ab 1. August 2020 Anträge einreichen.

### Lärmsanierung in der Schweiz
Hausbesitzer, die von übermäßigem Lärm betroffen sind, können nach geltendem Recht seit 2015 Entschädigungsklagen einreichen, wenn die Werte der Lärmschutzverordnung nicht eingehalten werden. Der Bund rechnet mit Lärmklagen in der Höhe von maximal 14 Milliarden Franken beim Straßenverkehr. Eine Alternative böte die Aufhebung der Klageberechtigung und deren Ersatz durch jährlich wiederkehrende Entschädigungszahlungen. 2020 waren noch mehr als eine Million Menschen in der Schweiz nicht von übermäßigem Straßenlärm geschützt. Die bisherigen Lärmsanierungskosten pro geschützter Person beliefen sich auf durchschnittlich rund 6 bis 9 Tausend Franken. Daneben entstehen externe Kosten durch den Straßenlärm, wie Gesundheitskosten und Wertverluste auf Immobilien, diese beliefen sich auf über zwei Milliarden Franken im Jahr 2016. Um diese Kosten zu senken, müsse noch stärker auf Maßnahmen an der Quelle gesetzt werden. 2018 wurde die Gewährung der Bundesbeiträge für die Lärm-Sanierungen bis Ende 2022 verlängert. Bis dahin müssen die Lärmschutz-Grenzwerte schweizweit eingehalten werden. Einige Straßenabschnitte gelten nun rein rechtlich als saniert, obschon die Grenzwerte nach wie vor überschritten werden. Der Kanton Luzern wurde diesbezüglich im März 2023 vom Bundesgericht angewiesen, eine über 20 Jahre alte Messung an einer Krienser Straße erneut durchzuführen. Zur Entlastung des Wohnquartiers Zürich-Schwamendingen vom Strassenverkehrslärm, wurde die Einhausung Schwamendingen realisiert und mit der Einweihung vom 9. Mai 2025 offiziell eröffnet.

## Belastung der Bevölkerung durch Straßenverkehrslärm
Berechnet man für den tagsüber gültigen Grenzwert beispielsweise die Breite des Korridors, in dem für eine typische Autobahn in Deutschland die Grenzwerte der 16. BImSchV überschritten werden, nach den Richtlinien für den Lärmschutz an Straßen (RLS-90), so ergibt sich für ebenes Gelände mit niveaugleicher Straße bei freier Schallausbreitung in 10 m Höhe ein Mindestmaß von ca. 1500 m (100.000 Fahrzeuge je Tag, 25 Prozent LKW-Anteil, 130 km/h Höchstgeschwindigkeit). Nachts ist die zur Einhaltung der Grenzwerte notwendige Schneisenbreite wegen des niedrigeren Grenzwertes sogar noch wesentlich höher. Auch für eine Landstraße mit einer Verkehrsdichte von 10.000 Fahrzeugen am Tag ergeben sich nachts immerhin notwendige Schneisenbreiten von ca. 250 m (10 Prozent LKW-Anteil, 100 km/h Höchstgeschwindigkeit).
Schon der Vergleich dieser Angaben mit der Realität zeigt, dass ein großer Anteil der Anwohner von Fernstraßen mit einer Lärmbelastung oberhalb der gesetzlichen Grenzwerte leben muss. Insgesamt waren nach Angaben des Umweltbundesamtes 1999 etwa 30 Prozent der Gesamtbevölkerung in Deutschland Beurteilungspegeln oberhalb des Grenzwertes nach der 16. BImSchV ausgesetzt. Unterschiedliche Umfragen der letzten Jahre ergaben übereinstimmend, dass sich ca. zwei Drittel der Bevölkerung in Deutschland durch Straßenverkehrslärm gestört fühlen. Dieser Wert liegt weit über den entsprechenden Ergebnissen für Bahn- und Flugverkehr.
Straßenverkehrslärm kann die Gesundheit beeinträchtigen. Er führt zwar in der Regel nicht zu bleibenden physischen Hörschäden, Mittelungspegel oberhalb von 60 dB(A) (tagsüber) führen jedoch nach Erkenntnissen unter anderem des deutschen Umweltbundesamtes und der Weltgesundheitsorganisation zu einer merklichen, oberhalb von 65 dB(A) sogar zu einer erheblichen Erhöhung des Herzinfarkt-Risikos.
Die Lärmwirkungen umfassen insbesondere an innerstädtischen Hauptverkehrsstraßen auch soziologisch und ökonomisch relevante Deklassierungsprozesse, die unter dem Schlagwort Lärmghetto subsumiert werden. Die Straßenlärmbekämpfung ist daher auch eine Frage der sozialen Gerechtigkeit.

## Belastung der Tierwelt durch Straßenverkehrslärm
Inwieweit Straßenverkehrslärm die Tierwelt belastet, wurde bisher wenig untersucht. Eine Störung der Informationsübertragung zwischen verschiedenen Vogelarten durch anthropogenen Lärm wurde 2016 in einer Studie nachgewiesen. Meisen senden spezifische Warnsignale, um über die Art der Raubtierdrohungen zu alarmieren, und Wirbeltiere lauschen ebenfalls diesen Warnsignalen. Kardinäle produzierten zuverlässig Raubtiervermeidungsreaktionen in ruhigen Versuchen, aber alle Vögel in lauten Gebieten reagierten nicht und zeigten, dass Straßenlärm laut genug ist, um diese überlebensbezogenen Informationen im Lärm untergehen zu lassen oder durch kognitive Ablenkung zu stören. Bereits bei 47 dB(A) zeigten die Vögel gar keine Reaktion mehr auf die Warnsignale. Die Warnrufe der Meisen werden von vielen Arten genutzt, um Raubtierrisiken zu vermitteln. Dies könnte die verringerte biologische Vielfalt in der Nähe von Straßen erklären.
Das Max-Planck-Institut für Ornithologie hat die Auswirkungen von Straßenverkehrslärm auf Zebrafinken untersucht und stellte dabei u. a. fest, dass der Lärm normale Stressreaktionen stört und sich das Wachstum der Zebrafinken verzögert. Zudem kann Verkehrslärm das Gesangslernen beeinträchtigen und das Immunsystem unterdrücken.

## Minderung von Straßenverkehrslärm

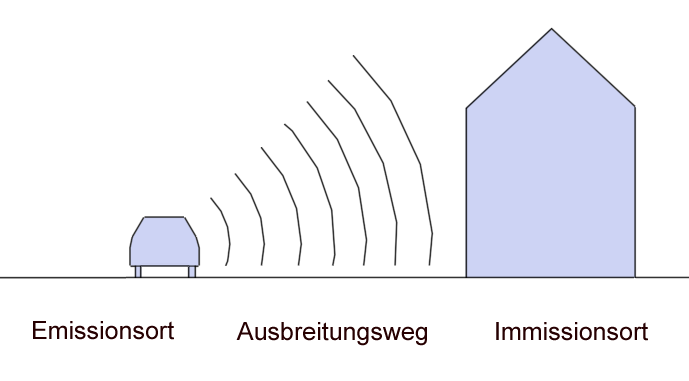
Lärmschutzschema

### Maßnahmen am Emissionsort
Quelle der Lärmbelastung (so genannter Emissionsort) ist die Straße in Verbindung mit dem Verkehr, der auf ihr abgewickelt wird. Bauliche Maßnahmen, wie beispielsweise der Einbau von offenporige Asphaltschichten (landläufig auch Flüsterasphalt genannt), zählen zum aktiven Lärmschutz. Für einen 560 m langen Bauabschnitt der Bundesstraße 17 bei Augsburg konnte durch eine derartige Maßnahme 2003 eine Reduzierung des rechnerischen Anteils der Anwohner mit erhöhtem Herzinfarktrisiko von elf auf ein Prozent gegenüber herkömmlichem Asphaltbeton erreicht werden.
Zur Minderung des Schalldruckpegels können Geschwindigkeitsbeschränkungen oder Fahrverbote für bestimmte Fahrzeuggruppen eingerichtet werden. Auf etwa 80 Prozent der Autobahnen in stadtnahem Gebiet bestehen bereits Tempolimits zwischen 60 und 120 km/h. In letzter Zeit werden vermehrt Tempo-30-Zonen eingerichtet, da dies eine einfach umzusetzende und effektive Methode zur Lärmverminderung darstellt. Bei zu hohen Geschwindigkeiten überwiegt hingegen das Reifen-Fahrbahn-Geräusch. Mit leiseren Reifen lassen sich diese Geräusche markant reduzieren.
Pegelsenkend wirkt auch eine Reduzierung der Verkehrsstärke. Eine Halbierung der Verkehrsmenge führt dabei zu einer Reduzierung des Schalldruckpegels um 3 dB(A). Eine Reduzierung der Verkehrsmenge auf ein Zehntel führt zu einem Rückgang des Schalldruckpegels um 10 dB(A) und damit zu einer Halbierung der subjektiven Lautstärke.
Verhaltensbezogene Einflussmöglichkeiten sind die Vermeidung hoher Motordrehzahlen und Kavalierstarts sowie übermäßiger Lautstärke von Audio-Wiedergabesystemen. Dies gilt insbesondere für sonst relativ lärmarme Gebiete.
Weitere Möglichkeiten der Lärmminderung liegen im Einsatz leiserer Antriebe, aeroakustisch optimierter Fahrzeuge. Diese Thematik wird während der Fahrzeugentwicklung im Rahmen des Sachgebietes Fahrzeugakustik bearbeitet. Die Möglichkeit der Lärmbekämpfung besteht in der Konstruktion leiserer oder gar emissionsfreier Fahrzeuge. Bei den sehr leisen Elektroautos werden allerdings schon neue Gefährdungen z. B. für Fußgänger erwartet, die sich u. a. an den Fahrzeuggeräuschen orientieren.

### Maßnahmen am Ausbreitungsweg
Zur Minderung der Schallausbreitung gibt es eine Vielzahl von baulichen Möglichkeiten, welche ebenfalls dem aktiven Lärmschutz zugerechnet werden (nicht zu verwechseln mit dem Begriff „aktive Geräuschbekämpfung“ in der technischen Akustik, der üblicherweise mit Antischall-Maßnahmen verbunden wird).

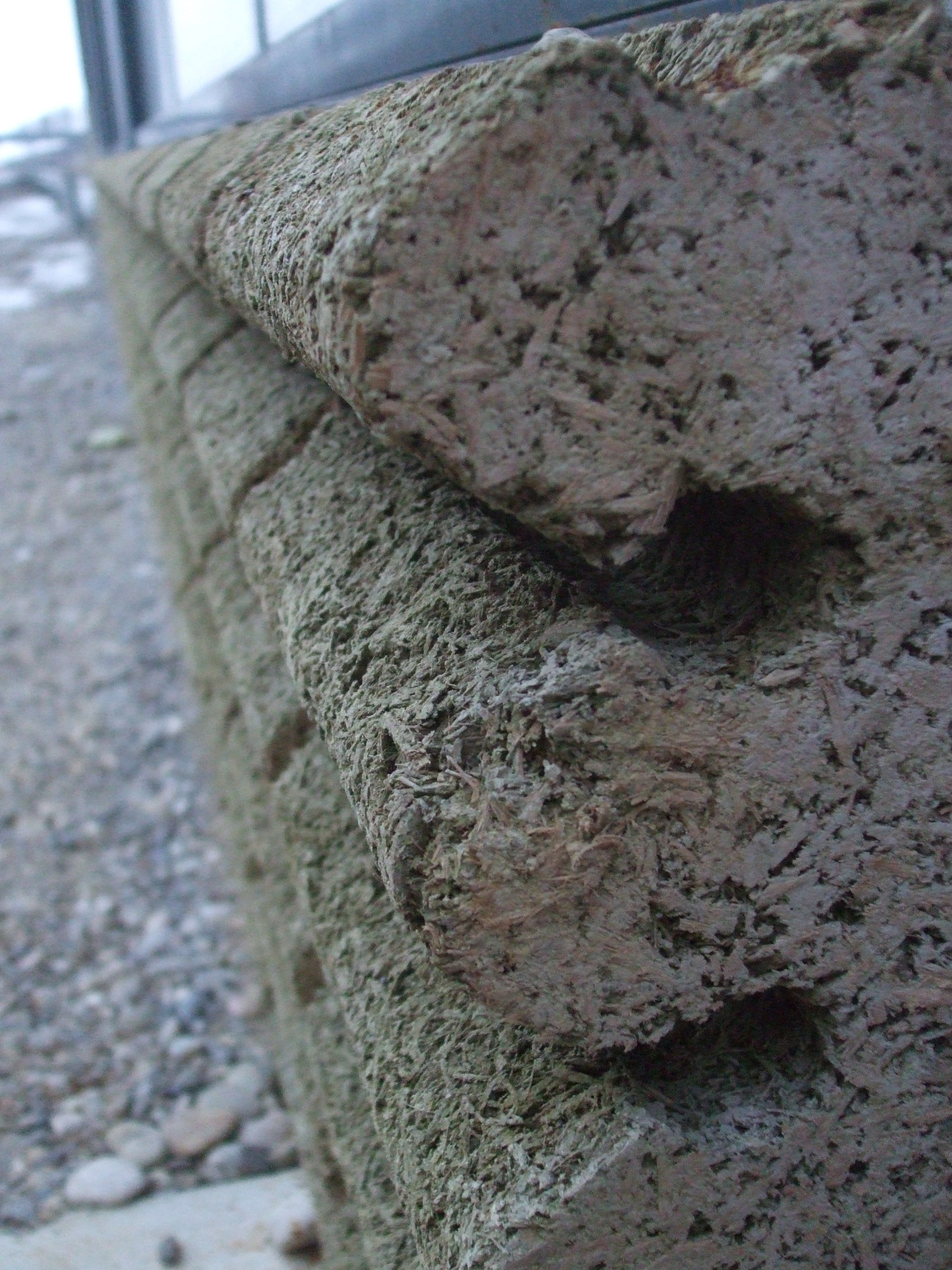
Lärmschutzbausteine an einer Autobahn

Zu den bekanntesten dieser Maßnahmen zählt die Errichtung einer Lärmschutzwand oder eines Lärmschutzwalles. Letzterer benötigt wesentlich mehr Grundfläche, als die Wand, bietet aber Möglichkeiten zur Bepflanzung. Lärmschutzwände wirken vor allem dadurch, dass sie den direkten Schallausbreitungsweg zum Empfänger unterbrechen, wodurch der kürzeste Schallweg über die Oberkante führt. Eine erhöhte Schattenbildung wie bei Licht kann nur bei hohen Frequenzen erreicht werden, die Wellenlängen liegen bei niedrigen Frequenzen in der Größenordnung der Wandhöhe, wodurch Beugungseffekte auftreten. Direkt hinter einer hohen Lärmschutzwand ist der Straßenlärm daher nicht nur leiser, sondern auch deutlich tieffrequenter. Lärmschutzwände sollten also vom akustischen Standpunkt aus möglichst hoch ausgeführt werden, was wegen der optischen Wirkung jedoch häufig auf Ablehnung stößt. Weitere akustische Vorteile werden durch absorbierende Oberflächen erreicht, da hiermit zusätzlich die Schallreflexion auf die andere Straßenseite verhindert werden.
Neben Lärmschutzwänden oder Lärmschutzwällen sind vielerorts so genannte Wall-Wand-Kombinationen zu finden. Baulich weit aufwändiger ist das Absenken der Fahrbahn unter das Geländeniveau (Straßentieflage). In diesem Fall sind große Erdmassen zu bewegen und es ist mit einem höheren Flächenverbrauch zu rechnen. Die weitestgehenden Lösungen sind die Errichtung einer Einhausung oder eines Straßentunnels. Derartige Maßnahmen sind sehr kostenintensiv und erfordern zudem häufig eine dauerhafte Grundwasserhaltung.

### Maßnahmen am Immissionsort
Maßnahmen zur Lärmminderung am Immissionsort werden als passiver Lärmschutz bezeichnet. In diesem Fall wird der Einbau von Schallschutzfenstern oder die zusätzliche Schalldämmung von Gebäudewänden ausgeführt. Diese Maßnahmen sind jedoch teilweise weniger effektiv, als die oben genannte aktive Lärmminderung, weil zum Beispiel Schallschutzfenster nur im geschlossenen Zustand ihre volle Wirkung zeigen.

## Klappenauspuffanlagen
In der Europäischen Union und der Schweiz ist es zulässig, Fahrzeuge ab Werk mit Vorrichtungen auszustatten, die es ermöglichen, bei der Abnahmemessung die maximal zulässigen Geräuschemissionswerte einzuhalten, auf Knopfdruck jedoch ein deutlich erhöhtes Geräuschniveau hervorzubringen und dadurch dem Wunsch einzelner Fahrer nach lautem Fahrzeugsound zu entsprechen. Dies sollte 2016 verboten werden. Derartige Manipulationen bei neuen Motorrädern (nach UNECE-R 41.04) und bei neuen PKWs (nach EU-Verordnung 540/2014) sollten nicht mehr zulässig sein. Altfahrzeuge sollten von der Regelung ausgenommen werden. Die geplante Regelung trat jedoch bisher (Stand November 2024) nie in Kraft.